# U.F.O. Team
U.F.O. Team (em português pode ser traduzido como equipe OVNI) foi uma minissérie de histórias em quadrinhos em quatro edições publicada na década 1990 pela então Editora Trama.

## História
Escrito por Marcelo Cassaro e desenhado por Joe Prado, U.F.O. Team foi uma das primeiras iniciativas da editora no mercado dos quadrinhos, ao lado de GodLess. Usando como pano de fundo dois cenários populares de RPG da Revista Dragão Brasil, Invasão! (iniciada num história do Jaspion publicada pela Editora Abril e no livro Espada da Galáxia) e Arkanun, ambas as minisséries obtiveram sucesso para com o público, atraindo inclusive a atenção de não-RPGistas para o meio.
A publicação foi também a primeira a mostrar o personagem Capitão Ninja de forma mais "séria" e não mais como um artificio cômico.
O sucesso da minissérie foi essencial para a continuação dos investimentos da Editora Trama no mercado da arte seqüencial, gerando inclusive um spin-off desenhado por Marcelo Caribé e contando também com os roteiros de Cassaro, a minissérie em três edições Capitão Ninja. Cassaro continuaria na Trama, investindo tanto em novos sistemas de RPG quanto em novas publicações, inclusive Holy Avenger, uma das mais bem-sucedidas publicações na história do quadrinho brasileiro.
Joe Prado, com o tempo, começou a se dedicar mais ao estúdio Art & Comics e na sua carreira internacional, que lhe rendeu participações em títulos como Thundercats, Action Comics e Guerra Rann/Thanagar.
Em 2004, foi anunciado um projeto de uma nova revista chamada Ayla Project ou A.Y.L.A Project, que também contaria com a presença do Capitão Ninja, ambientada no mesmo universo ficcional que U.F.O. Team
No ano seguinte, Cassaro chegou a afirmar que a revista seria publicada pela Mythos Editora, o que não aconteceu.
Em 3 de Novembro de 2014, a Editora Jambô (mesma editora que publica Tormenta e 3DeT), anunciou a publicação da HQ, com roteiro de Cassaro e arte de Edu Francisco, agora com o título de Projeto Ayla, durante a Brasil Comic Con, realizada em São Paulo durante os dias 15 e 16 de Novembro.

## Personagens
- Capitão Ninja, soldado de passado misterioso, líder do grupo;
- Killbite, adolescente portadora de uma doença com caractéristicas vampíricas;
- Ogress, super-forte, é metade humana, metade metaliana (raça de aliens presente na história);
- Gladiadora, uma cirurgiã que após um acidente entra em simbiose com uma armadura biológica alien; e
- Deadly Eye, exímio pistoleiro, cego de um olho.

## RPG
U.F.O. Team também foi tema de um suplemento para o sistema 3D&T.